# 盛沅
盛沅，浙江省嘉興府秀水縣人，清朝政治人物、進士出身。
光緒十二年（1886年），参加光緒丙戌科殿試，登進士二甲56名。同年五月，改翰林院庶吉士。光緒十五年四月，散館，著以主事入部属用。